# Apotolamprus densepunctatus
Apotolamprus densepunctatus är en skalbaggsart som beskrevs av Olivier Montreuil 2008. Apotolamprus densepunctatus ingår i släktet Apotolamprus och familjen bladhorningar. Inga underarter finns listade i Catalogue of Life.